# Gombač
Gombač je priimek več znanih osebnosti v Sloveniji, ki ga je po podatkih Statističnega urada Republike Slovenije na dan 1. januarja 2010 uporabljalo 318 oseb, na dan 1. januarja 2011 pa 320 oseb.

## Znani nosilci priimka
- Andraž Gombač (*1980), novinar, kulturni in literarni urednik ...
- Boris M. Gombač (*1945), zgodovinar, muzealec
- Boris Gombač, politik iz Trsta
- Borut Gombač (*1962), pesnik, pisatelj, dramatik, knjižničar
- Boštjan Gombač (*1978), klarinetist, multiinstrumentalist in avtorski glasbenik
- Branko Gombač (1924—1997), gledališki režiser in organizator (kulturni delavec)
- Bruno Gombač (1901—1984), ekonomist, izr. prof. EF
- Franc Gombač (1872—1938) , agronom, sadjar in vinar, strok. pisec
- Franc Gombač (1900—1974), prosvetni in politični delavec
- Jan Gombač (*1982), šahist
- Jure Gombač (*1971), zgodovinar in sociolog, strok. za migracije
- Lidija Gačnik Gombač (*1961), pesnica, pisateljica in prevajalka
- Metka Gombač (*1951), zgodovinarka, arhivistka
- Srečko Gombač (*1950), zbiratelj tehniške/kulturne dediščine, zasebni muzealec
- Vili Gombač (*1961), fotograf, numizmatik, domoznanec ...
- Žiga X. Gombač (*1976), mladinski pisatelj, urednik, producent